# Zensur (Psychoanalyse)
Als Zensur wird in der Psychoanalyse eine seelische Instanz bezeichnet, die unbewussten Wünschen den Zugang zum Bewusstsein verwehrt. Diese Wünsche können nur in einer abgewandelten bzw. entstellten oder maskierten Form das Bewusstsein erreichen. Der Begriff der Zensur wurde von Sigmund Freud vor allem in der Traumdeutung aufgegriffen.

## Bedeutung und begrifflicher Wandel in Freuds Werk
Freud gebrauchte erstmals am 21. Dezember 1897 in einem Brief an Wilhelm Fließ den Begriff der Zensur. Er schrieb: „Hast Du einmal eine ausländische Zeitung gesehen, welche die russische Zensur an der Grenze passiert hat? Worte, ganze Satzstücke und Sätze schwarz überstrichen, so daß der Rest unverständlich wird.“ Wenn hier noch Momente der äußeren Informationskontrolle eine Rolle spielen, so schrieb Freud wenige Jahre später im Zusammenhang der Traumentstellung:

„In ähnlicher Lage befindet sich der politische Schriftsteller, der den Machthabern unangenehme Wahrheiten zu sagen hat. Wenn er sie unverhohlen sagt, wird der Machthaber seine Äußerung unterdrücken, … . Der Schriftsteller hat die Zensur zu fürchten, er ermäßigt und entstellt darum den Ausdruck seiner Meinung. Je nach der Stärke und Empfindlichkeit dieser Zensur sieht er sich genötigt, entweder bloß gewisse Formen des Angriffs einzuhalten oder in Anspielungen anstatt in direkten Bezeichnungen zu reden, oder er muß seine anstößige Mitteilung hinter einer harmlos erscheinenden Verkleidung verbergen, … . Je strenger die Zensur waltet, desto weitgehender wird die Verkleidung, desto witziger oft die Mittel, welche den Leser doch auf die Spur der eigentlichen Bedeutung leiten.“

Freud gebrauchte gern Begriffe aus dem gesellschaftlichen Leben und der Politik, die er auf die Einzelpsychologie übertrug. In der zu seiner Zeit aufkommenden Soziologie und Massenpsychologie einerseits und dem Neoabsolutismus andererseits – gerade in Österreich – ging Freud von einer Analogie zwischen gesellschaftlichen Phänomenen und der Einzelpsychologie aus. Eine ähnliche Begriffsbildung innerhalb der Psychoanalyse ist die Besetzung, die auf militärische Analogien hinweist oder der Begriff der seelischen Instanzen (Strukturmodell der Psyche) im Rahmen der Topik, der eher juristische Analogien aufzeigt, siehe auch die Begriffe der Latenz sowie der Begriffe des Widerstands in der Psychologie und der Politik. Insbesondere der Begriff des Widerstands wird von Freud auch in Zusammenhang mit der Zensur verwendet, wenn Freud etwa von Widerstandszensur spricht. Die Zensur stellt eine abgeschwächte Form des Verdrängungswiderstands dar. Freud erklärt diese Abschwächung der Verdrängung mit der „Abziehung der Besetzungen von allen Interessen des Lebens“ durch den Schlafwunsch. Die zentrale Bedeutung des Freudschen Begriffs der Zensur geht auch daraus hervor, dass die Zensur alles das be- und verhindert, was Freud mit der freien Assoziation beabsichtigte. – Mario Erdheim erkennt hierin die eigentliche Leistung Freuds in der Bewältigung seiner eigenen Macht- und Größenphantasien aufgrund der Selbstanalyse.
Freud beginnt schon 1914 in seiner Schrift „Zur Einführung des Narzissmus“ damit, die Zensur mit einem moralischen Bewusstsein gleichzusetzen. Dies führt ihn später dazu, in seinem zweiten topischen Modell die Zensur dem Über-Ich zuzuordnen. Freud greift damit Gedanken der Psychiker und der moralischen Behandlung auf.